# 원더랜드 (2024년 영화)
《원더랜드》(영어: WONDERLAND)는 2024년 개봉한 대한민국의 SF 로맨스 드라마 영화이다. A.I.(인공지능)를 소재로 세상을 떠난 가족, 연인과 영상통화로 다시 만나는 이야기로 김태용이 감독하고 각본을 썼으며, 탕웨이, 박보검, 배수지,  정유미, 최우식 그리고 공유가 출연했다.

## 시놉시스
더 이상 세상에 존재하지 않아 볼 수 없는 그리운 사람을 재현해주는 가상세계 원더랜드를 배경으로 식물인간이 된 연인을 의뢰한 20대 여성과 세상을 떠난 남성을 의뢰한 40대 아내에 벌어지는 일을 그린다.

## 출연진

### 주연
- 탕웨이 : 바이리 역
- 박보검 : 박태주 역 - 식물인간이 된 20대 남성
- 배수지 : 구정인 역 - 식물인간이 된 연인을 의뢰한 20대 여성
- 최우식 : 김현수 역 - 조정자
- 정유미 : 서해리 역 - 조정자

### 조연
- 니나 파우
- 최무성
- 성병숙
- 탕준상

### 특별출연
- 공유 : 성준 역

## 제작
김태용 감독이 8년 만에 선보이는 상업 영화로, SF 판타지적인 요소가 담긴 20대, 30대, 40대 커플의 다양한 감성을 담는 이야기라고 시놉시스가 공개되었다. 2019년 6월, 배수지가 캐스팅이 확정되었다. 2019년 7월 최우식이 검토 중이라고 보도되었고, 8월에는 중국 여배우 탕웨이가 출연한다고 보도되었다. 탕웨이는 2010년 영화 '만추' 이후 두 번째로 동반 작업을 하게 됐다. 9월에는 박보검이 제안을 받았다고 보도 되었다. 이후 11월에는 정유미가 합류했다. 2020년 3월, 마지막으로 공유가 합류했다.

### 촬영
2020년 3월 크랭크인 되었으며, 파주시, 전주시의 영화 스튜디오에서 촬영 되었다. 9월 말 촬영이 끝났으며, 탕웨이 출연 분량은 2021년 1월 보충 촬영된다고 보도되었다.

## 개봉
2020년 10월 22일, 배급사 에이스메이커무비웍스는 '원더랜드'를 한국과 중국을 제외한 전 세계 공개를 넷플릭스를 통해 공개 하기로 합의했다고 보도했다. 에이스메이커와 넷플릭스는 해외 공개를 놓고 촬영 초창기부터 논의를 해왔고, 긴 협상 끝에 제작비에 대략 30% 정도 달하는 금액으로 넷플릭스와 해외 판권 계약을 합의했다고 발표했다. 후반 작업을 거쳐 한국과 중국에서는 2021년 하반기 개봉될 예정이다.

## 수상 목록
- 2024년 제45회 청룡영화상 청정원 인기스타상 (탕웨이)